# Аденома
Адено́ма (лат. adenoma; от  «железа» + -ομα «опухоль») — доброкачественная опухоль, происходящая из железистого (но не всегда — аденомы щитовидной железы исходят из фолликулярного эпителия) эпителия. Встречается во всех органах, где представлен железистый эпителий (см. выше). В связи с этим особенности строения органа влияют на структуру аденомы. Течение и клиника процесса зависят от особенностей локализации, темпа роста и размеров аденомы и степени дисплазии, характерной для всех аденом).

## Патогенез
Механизм развития аденом в целом изучен недостаточно. Однако в большинстве случаев удаётся проследить первичные нарушения в балансе гормонов-регуляторов функции железистого эпителия. В зависимости от локализации аденом имеются существенные различия.
Места локализации могут быть следующие:
- Слюнные железы
- Щитовидная железа
- Эпителий бронхов
- Молочная железа
- Слизистая оболочка желудочно-кишечного тракта
- Надпочечники
- Простата
- Гипофиз
- Печень

## Классификация
По структуре выделяют следующие виды аденом:
Кистозная. Имеет закрытую мешкообразную структуру. 
Папиллярная. Характеризуется наличием сосочковых разрастаний, которые могут выступать в просвет железы.
Полипоидная. Представляет собой полип, возникший в результате разрастания железистой ткани.
Солидная. Имеет слабо развитую соединительнотканную строму, эпителий желез сливается в сплошное поле.
Тубулярная. Состоит из узких каналов, которые выстланы эпителием. Между этими клетками находится строма.
В зависимости от количества выявленных узлов различаются:
- единичная аденома (одиночный обособленный узел),
- множественные аденомы (аденоматоз).

1. Тубулярная
2. Тубуло-ворсинчатая
3. Ворсинчатая
4. В 70е годы начали выделять зубчатую.

## Этиология
Аденомы в общих чертах имеют все те же предрасполагающие факторы, как и другие доброкачественные новообразования. Для гормон-зависимых опухолей существуют характерные особенности:
- Аденома простаты — нарушение баланса тестостерона, что приводит к разрастанию ткани предстательной железы. Как правило развивается в возрасте после 50.[1]
- Аденома молочной железы — нарушения баланса эстрогенов. Аденома молочной железы у женщин развивается как правило в относительно молодом, репродуктивном возрасте.[2]

## Клиническая картина
Клинические проявления аденомы различаются в зависимости от её локализации. Сама по себе аденома не вызывает каких-либо неприятных ощущений, но начинает проявляться, когда из-за своих размеров начинает сдавливать какие-либо важные для организма анатомические образования — сосуды, нервы, мочевыводящие пути и т. п.

## Диагностика
Аденома - понятие морфологическое, диагноз ставят по данным биопсии или удаленной целой опухоли врачи-морфологи (патологоанатом, цитолог) посредством микроскопического исследования ткани.
Аденома хорошо визуализируется на УЗИ. Однако ввиду отсутствия до наступления осложнений каких-либо специфических клинических проявлений, аденома часто становится случайной находкой при проведении УЗИ и КТ внутренних органов по иным поводам. Как правило, при выявлении аденомы требуется дальнейшая дифференциальная диагностика, чтобы исключить другие виды образований.

## Лечение
Лечение преимущественно хирургическое. Как правило, это приводит к полному излечению заболевания.

## Прогноз
Прогноз при данном заболевании, при отсутствии осложнений и малигнизации доброкачественного образования, условно благоприятный. Аденома хорошо поддаётся хирургическому лечению. Для гормон-зависимых эффективна также гормональная терапия.